# BAH-csomópont
BAH-csomópont (pl. Węzeł komunikacyjny BAH) – ruchliwy węzeł komunikacyjny w budzińskiej części Budapesztu, na granicy dzielnic Újbuda i Hegyvidék. Geograficznie położony jest w kotlinie między wzgórzami Sashegy i Górą Gellerta, którą można uznać za południowo–wschodnie przedłużenie doliny Németvölgy. Nazwa węzła komunikacyjnego pochodzi od pierwszych liter nazw trzech krzyżujących się tu ulic: Budaörsi út, Alkotás utca i Hegyalja út. Pojawił się też pomysł, by temu węzłowi nadać imię kompozytora Johanna Sebastiana Bacha w formie Bach csomópont, lecz Zarząd Miasta go odrzucił. 

## Historia
W 1964 r. jednocześnie z oddaniem do użytku Mostu Elżbiety ukończono początkowy odcinek autostrady M7 wiodący przez Budaörs do Törökbálint, który na początku budowy autostrady M1 w latach 1978–1979 poszerzono wraz z ulicą Budaörsi út do trzech pasów w każdym kierunku. Od 1967 r. zaczęto poszerzać do dwóch pasów w każdym kierunku ulicę Hegyalja út od mostu Elżbiety do węzła BAH. W 1972 r. poszerzono ulicę Alkotás utca do trzech pasów w obu kierunkach, a do dwóch pasów korytarz utworzony przez ulice Villányi út – Karolina út, jako przedłużenie budzińskiego odcinka wielkiej obwodnicy Budapesztu Nagykörút. Węzeł BAH-csomópont uzyskał swój obecny wygląd w 1976 r. W tym samym roku oddano do ruchu wiadukt o jednym pasie ruchu w każdym kierunku, łączący centrum miasta z autostradami M1 i M7. Wiadukt o długości ponad 330 m ma jezdnię o szerokości 9 m. Konstrukcja została zaprojektowana przez firmę Főmterv, kapitalny remont przeszła w 1988 r., a jesienią 2018 r. wymieniono warstwę asfaltową.

## Warto zobaczyć
Znajduje się tu Budapeszteńskie Centrum Kongresowe Budapest Kongresszusi Központ, hotel Novotel Budapest Congress i park Gesztenyés-kert (Kasztanowy ogród).

## Komunikacja publiczna
Na terenie węzła znajdują się przystanki autobusów linii 8E, 108E, 110, 112, 139, 140, 140A i 212 oraz tramwajów linii 17 i 61. 